# Hôtel Saint-Haure
El hôtel de Saint-Haure u hôtel de Luteaux es un complejo que comprende un edificio en la calle y una mansión privada en el jardín, clasificado como monumento histórico, ubicado en el número 27 de la rue Lhomond en el V Distrito de París.

## Historia
Étienne Le Ménestel de Hauguel, marqués de Luteaux, la compró en 1731 y mandó acondicionar el edificio de la calle y construir la fachada del jardín, quizás por el arquitecto Pierre de Vigny. Tras su muerte en la batalla de Fontenoy en 1745, fue adquirido por uno de los herederos del marqués, el abad Joseph Grisel, superior de la vecina comunidad de las Damas de Sainte-Aure, a quien entregó todo el edificio. Tomada durante la Revolución, albergó una comunidad religiosa de 1845 a 1906. El edificio amenazado por la alineación de la calle en la década de 1930 fue salvado por el arquitecto Albert Laprade que lo restauró y vivió allí hasta su muerte en 1978. Está parcialmente clasificado como monumento histórico por orden del 2 de febrero de 1962.

## Arquitectura y decoración
El edificio de la calle es bastante austero. Notamos en el techo una ventana de heno con su polea.
El hotel con jardín de estilo Luis XV se compone de 2 pabellones con lados inclinados que rodean un edificio trasero central. Las bahías están decoradas con máscaras. Las arcadas centrales están rematadas por un tocino sostenido por ménsulas esculpidas. La mayor parte del antiguo jardín ha sido amputado en la rue Amyot.

Façades
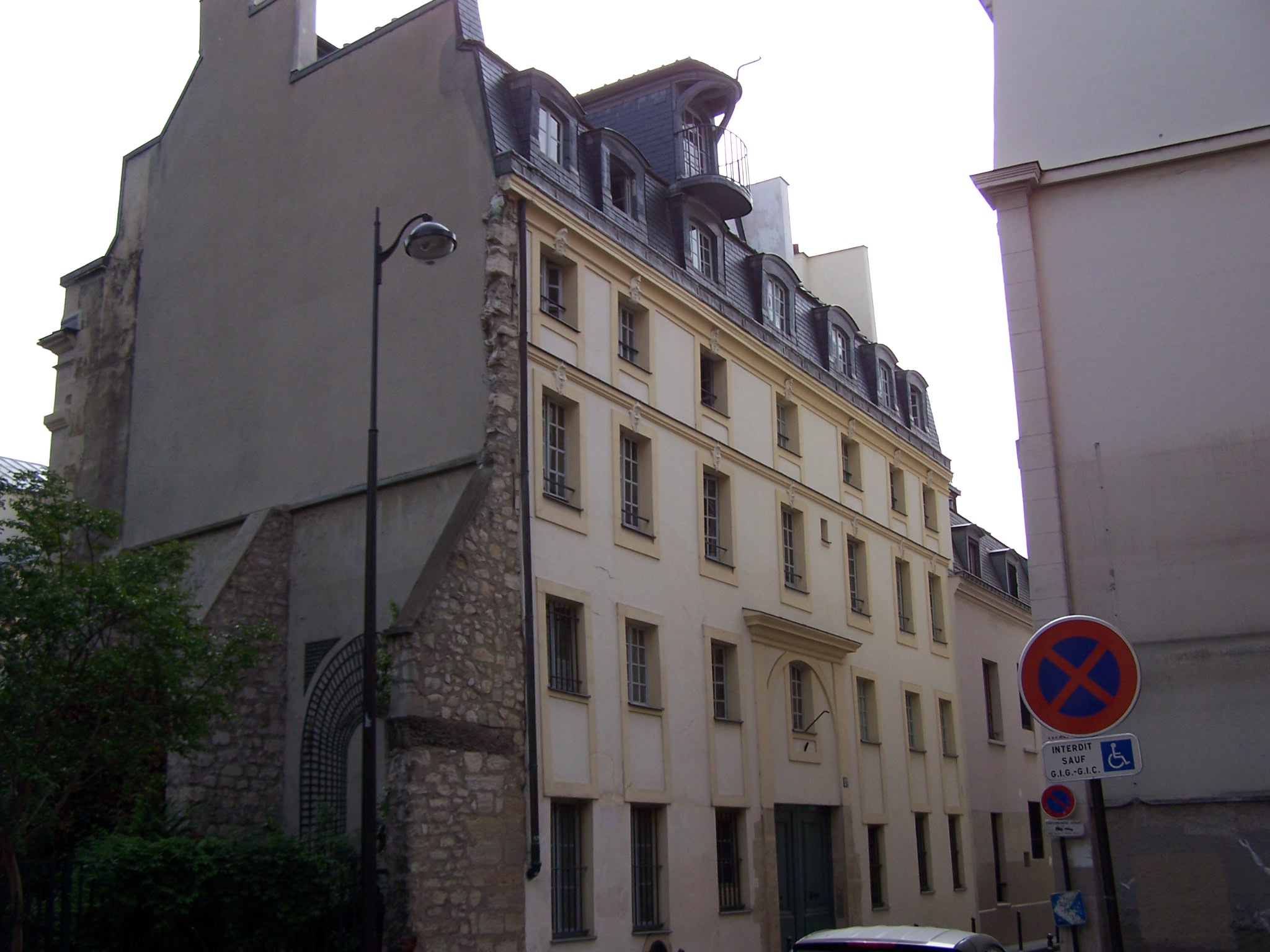
Fachada a la calle.
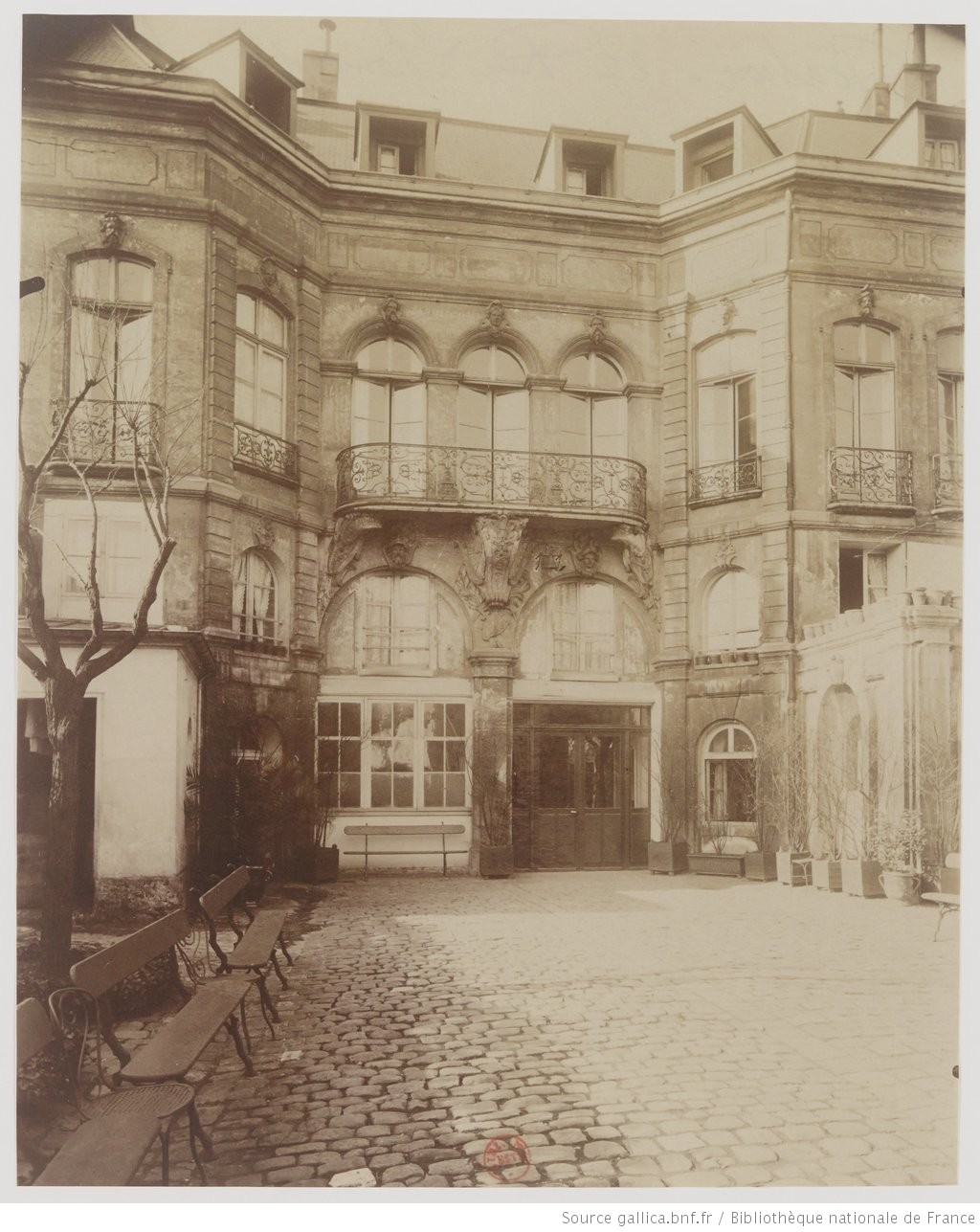
Fachada que da al jardín foto Eugène Atget hacia 1900.